# Турун ґратчастий
Турун ґратчастий (Carabus cancellatus) — вид хижих жуків, які поширені у Європі та Сибіру. Також були інтродуковані у Північну Америку.

## Опис
Довжина жуків становить від 17 до 32 мм. Мешкає у хвойних і листяних лісах та на полях. Жуки і їх личинки живуть в опалому листі. Зустрічаються з квітня по вересень. Харчуються дощовими хробаками, слимаками, комахами та їх личинками. Яйця відкладають в червні-липні.

## Підвиди
Усього 10 підвидів:
- Carabus cancellatus alessiensis Apfelbeck 1901
- Carabus cancellatus cancellatus Illiger, 1798
- Carabus cancellatus carinatus Charpentier, 1825
- Carabus cancellatus corpulentus Kraatz, 1880
- Carabus cancellatus emarginatus Duftschmid, 1812
- Carabus cancellatus excisus Dejean, 1826
- Carabus cancellatus graniger Palliardi, 1825
- Carabus cancellatus tibiscinus Csiki, 1906
- Carabus cancellatus tuberculatus Dejean, 1826